# Grand Prix de Fourmies 2023
90. ročník jednodenního cyklistického závodu Grand Prix de Fourmies se konal 10. září 2023 ve francouzském městě Fourmies a okolí. Vítězem se stal Belgičan Tim Merlier z týmu Soudal–Quick-Step. Na druhém a třetím místě se umístili Belgičan Gerben Thijssen (Intermarché–Circus–Wanty) a Ital Matteo Moschetti (Q36.5 Pro Cycling Team). Závod byl součástí UCI ProSeries 2023 na úrovni 1.Pro.

## Týmy
Závodu se zúčastnilo 9 z 18 UCI WorldTeamů, 11 UCI ProTeamů a 4 UCI Continental týmy. Každý tým přijel na start se sedmi závodníky kromě týmu Tudor Pro Cycling Team s šesti jezdci a Human Powered Health s pěti jezdci. Tom Van Asbroeck (Israel–Premier Tech) neodstartoval, na start se tak postavilo 164 jezdců. Do cíle ve Fourmies dojelo 129 z nich.
UCI WorldTeamy
- AG2R Citroën Team
- Alpecin–Deceuninck
- Arkéa–Samsic
- Cofidis
- Groupama–FDJ
- Intermarché–Circus–Wanty
- Soudal–Quick-Step
- Team Jayco–AlUla
- UAE Team Emirates

UCI ProTeamy
- Bingoal WB
- Eolo–Kometa
- Human Powered Health
- Israel–Premier Tech
- Lotto–Dstny
- Q36.5 Pro Cycling Team
- Team Corratec–Selle Italia
- Team Flanders–Baloise
- Team TotalEnergies
- Tudor Pro Cycling Team
- Uno-X Pro Cycling Team

UCI Continental týmy
- CIC U Nantes Atlantique
- Nice Métropole Côte d'Azur
- St. Michel–Mavic–Auber93
- Van Rysel–Roubaix–Lille Métropole

## Výsledky
| Pořadí | Jezdec                   | Tým                      | Čas        |
| ------ | ------------------------ | ------------------------ | ---------- |
| 1      | Tim Merlier (BEL)        | Soudal–Quick-Step        | 4h 25' 34" |
| 2      | Gerben Thijssen (BEL)    | Intermarché–Circus–Wanty | + 0"       |
| 3      | Matteo Moschetti (ITA)   | Q36.5 Pro Cycling Team   | + 0"       |
| 4      | Alexander Kristoff (NOR) | Uno-X Pro Cycling Team   | + 0"       |
| 5      | Paul Penhoët (FRA)       | Groupama–FDJ             | + 0"       |
| 6      | Niccolò Bonifazio (ITA)  | Intermarché–Circus–Wanty | + 0"       |
| 7      | Arnaud Démare (FRA)      | Arkéa–Samsic             | + 0"       |
| 8      | Álvaro Hodeg (COL)       | UAE Team Emirates        | + 0"       |
| 9      | Arne Marit (BEL)         | Intermarché–Circus–Wanty | + 0"       |
| 10     | Jason Tesson (FRA)       | Team TotalEnergies       | + 0"       |